# Potok (okres Rimavská Sobota)
Potok je obec na Slovensku v okrese Rimavská Sobota v Banskobystrickém kraji. V roce 2019 zde žilo 25 obyvatel.

## Geografie
Obec se nachází v regionu Malohont v Cerové vrchovině. Centrum vsi je vzdáleno 20 kilometrů severně od Rimavské Soboty a leží v nadmořské výšce 310 m n. m. Obcí protéká řeka Blh, která v katastru obce zprava přijímá Dobrou a několik bezejmenných potoků. Blh se u Rimavské Seče zleva vlévá do Rimavy.

## Obyvatelstvo
Podle sčítání lidu v roce 2011 v obci Potok žilo 48 obyvatel, z toho se 39 hlásilo ke slovenské a sedm k romské národnosti. Po jednom člověku nebyla uvedena národnost a označena možnost ostatní. 12 obyvatel se přihlásilo k evangelické a tři k římskokatolické církvi. 32 obyvatel bylo bez vyznání a jeden svou víru neuvedl.

## Pamětihodnosti
- Klasicistní evangelický kostel z roku 1791, jednolodní stavba s půlkruhovým zakončením presbyteria
- Neogotická obecní zvonice z konce 19. století[5]

## Rodáci
- Jozef Škultéty (1853–1948) – slovenský literární kritik, historik, jazykovědec, publicista a překladatel